# 山口由美
山口 由美（やまぐち ゆみ、1962年9月15日 - ）は、日本の旅行随筆家、ノンフィクション作家。

## 来歴
父は箱根富士屋ホテル総支配人を務めた実業家・商学者の山口祐司。曾祖父は箱根富士屋ホテル創業者の山口仙之助。大叔父は箱根富士屋ホテル元代表取締役社長の山口正造。
神奈川県足柄下郡箱根町生まれ。函嶺白百合学園幼稚園・小学校・中学校、慶應義塾女子高等学校を経て、慶應義塾大学法学部法律学科を卒業。
フジテレビ系列の会社で海外旅行とホテルの業界誌紙のフリーランス記者を経て文筆家。2012年『ユージン・スミス水俣に捧げた写真家の1100日』で小学館ノンフィクション大賞受賞。日本・パプアニューギニア協会会員。

## 著書
- 『箱根富士屋ホテル物語』トラベルジャーナル 1994 のち新潮OH!文庫、千早書房
- 『帝国ホテル・ライト館の謎 天才建築家と日本人たち』集英社新書 2000
- 『箱根人の箱根案内』新潮社 2000 のち千早書房
- 『ホテルクラシック 三十五のストーリーで綴る日本のホテル史』商店建築社 別冊商店建築SKブックス 2000
- 『世にもマニアな世界旅行』新潮社 2004
- 『赤道直下の宝箱旅するパプアニューギニア』辻丸純一写真 千早書房 2006
- 『旅する理由』千早書房 2007
- 『フィジーの魔法』飯田裕子共著 千早書房 2007
- 『ホテルと日本人 35の物語でたどる、ニッポンのホテル・ヒストリー』千早書房 2008
- 『消えた宿泊名簿 ホテルが語る戦争の記憶』新潮社 2009 「クラシックホテルが語る昭和史」文庫
- 『旅の窓から ワイルドとラグジュアリー』千早書房 2010
- 『長崎グラバー邸父子二代』集英社新書 2010
- 『百年の品格クラシックホテルの歩き方』新潮社 2011
- 『アマン伝説 創業者エイドリアン・ゼッカとリゾート革命』文藝春秋 2013
- 『ユージン・スミス 水俣に捧げた写真家の1100日』小学館 2013
- 『世界でいちばん石器時代に近い国パプアニューギニア』幻冬舎新書 2014